# Anthimos Koukouridis

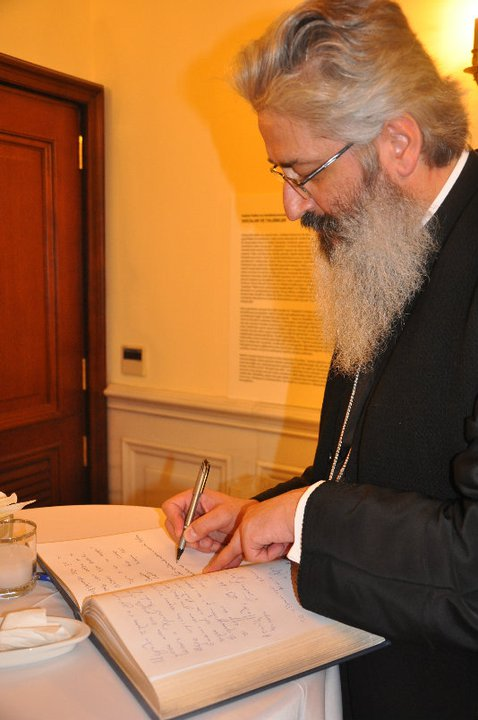
Anthimos Koukouridis

Anthimos Koukouridis (griechisch Άνθιμος Κουκουρίδης, * 2. Januar 1962 in Alexandroupoli), mit weltlichem Namen Christos Koukouridis, ist ein griechisch-orthodoxer Geistlicher und seit 2004 Metropolit von Alexandroupoli.

## Biografie
Anthimos studierte an der Pädagogischen Akademie Zarifeia zu Alexandroupoli und der Theologischen Fakultät der Aristoteles-Universität Thessaloniki. Am 6. Oktober 1985 wurde er von Metropolit Anthimos Roussa von Alexandroupoli zum Diakon geweiht und benannte sich um in Anthimos. Am 29. Oktober 1989 empfing er die Priesterweihe und wurde zum Kanzler der Eparchie ernannt.
Am 6. Oktober 2004 wurde Anthimos zum Metropoliten von Alexandroupoli gewählt. Er empfing am 9. Oktober 2004 die Bischofsweihe durch Erzbischof Christodoulos von Athen, am 5. November desselben Jahres wurde er in Alexandroupoli inthronisiert.